# Balistyka

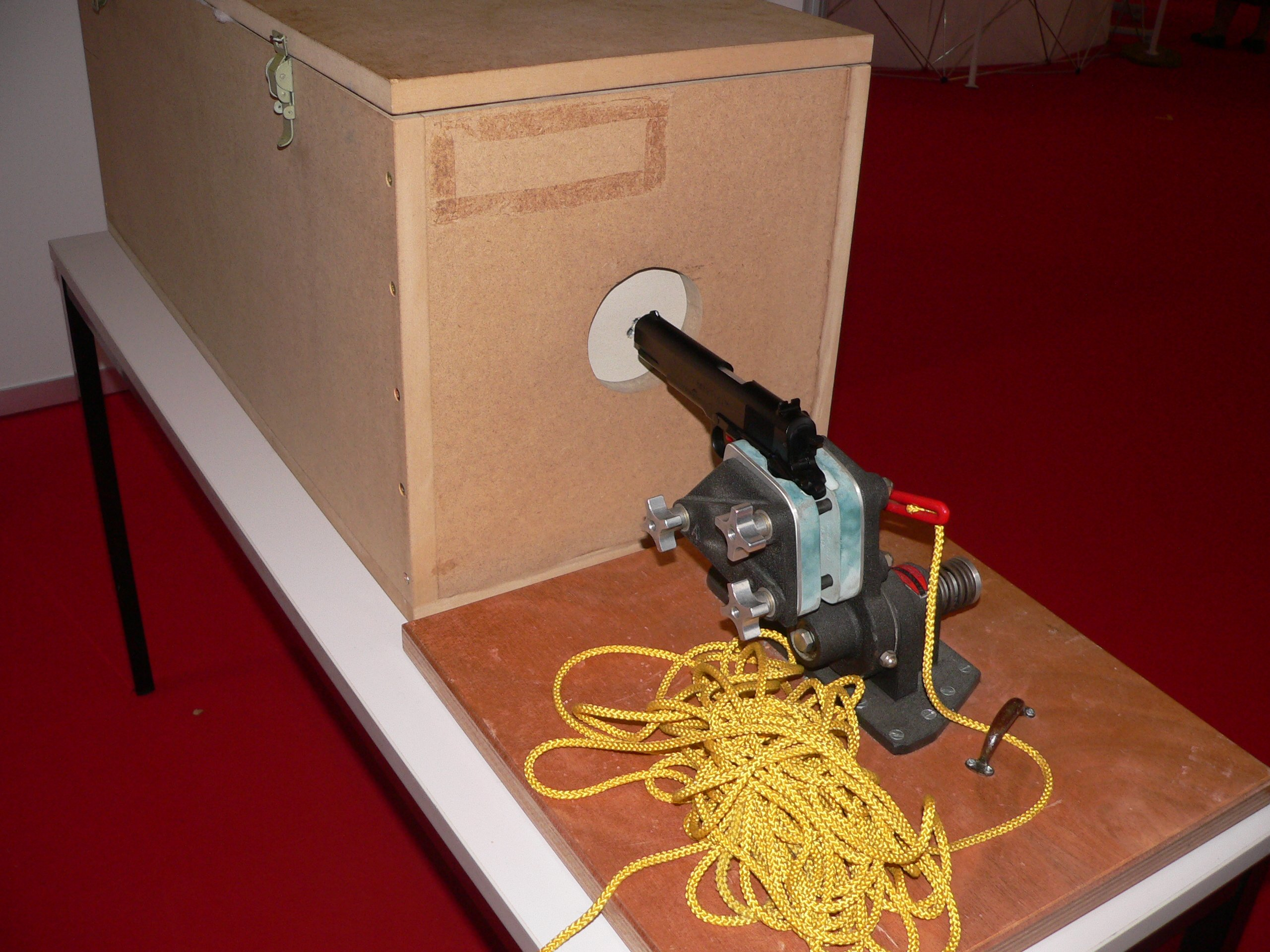
Badania balistyczne pistoletu

Balistyka (z gr. βάλλειν ballein „rzut”) – nauka o miotaniu i ruchu pocisków oraz rakiet. Została zapoczątkowana w średniowieczu. Jest podstawą projektowania amunicji i broni oraz sporządzania danych potrzebnych przy strzelaniu.

## Podział balistyki
Ta dyscyplina naukowa dzieli się na:
- balistykę wewnętrzną, która zajmuje się procesami zachodzącymi w czasie strzału w lufie i jej pobliżu oraz wpływem tych zjawisk na ruch pocisku, a także procesami zachodzącymi w silnikach rakietowych;
- balistykę zewnętrzną, która bada prawa ruchu pocisków i rakiet poza lufą bądź wyrzutnią, zajmując się przede wszystkim wyznaczaniem zasadniczych parametrów ich ruchu;
- balistykę końcową, która bada skutki oddziaływania pocisku na cel (niektórzy specjaliści tej gałęzi balistyki nie uwzględniają, uważając ją za odrębną dyscyplinę badawczą).

Balistyka zewnętrzna umożliwia sporządzanie tablic strzelniczych, czyli tabel liczbowych, zawierających dane o elementach toru pocisku z uwzględnieniem odstępstw od typowych warunków. Są one niezbędne artylerzystom przy strzelaniach (nawet jeśli strzelanie artyleryjskie jest w wielkim stopniu zautomatyzowane, to tablice stanowią podstawę przeliczeń dokonywanych w pamięci komputera sterującego działem).